# Metazygia crewi
Metazygia crewi là một loài nhện trong họ Araneidae.
Loài này thuộc chi Metazygia. Metazygia crewi được Richard C. Banks miêu tả năm 1903.